# جوليا آنا غاردنر
جوليا آنا غاردنر (بالإنجليزية: Julia Anna Gardner)‏ هي جيولوجية أمريكية، ولدت في 26 يناير 1882 في تشامبرلين في الولايات المتحدة، وتوفيت في 15 نوفمبر 1960 في بيثيسدا في الولايات المتحدة.